# Tomaževič
Tomaževič je priimek več znanih Slovencev:
- Blaž Tomaževič (1909—1986), slavist, prof., literarni zgodovinar
- Blaž Tomaževič (*1997), hokejist
- Ivan Tomaževič
- Lojze Tomaževič
- Marko Tomaževič
- Miha Tomaževič (*1942), gradbenik, strokovnjak za potresno inženirstvo, akademik, univ. prof.
- Tomaž Tomaževič (*1943), zdravnik ginekolog, porodničar, prof. MF